# Élections législatives arméniennes de 2017
Les élections législatives arméniennes de 2017 se déroulent le 2 avril 2017, afin de renouveler les 105 membres de l'Assemblée nationale.  Elles sont remportées par le Parti républicain d'Arménie, qui conserve la majorité absolue à l'Assemblée nationale.

## Contexte
Ces élections sont les premières depuis que l'Arménie est devenue une république parlementaire, la population ayant choisi d'abandonner le système semi-présidentiel lors du référendum constitutionnel de 2015.

## Système électoral
Les précédentes élections législatives arméniennes, en 2012, avaient lieu via un système mixte. Sur les 131 sièges de l'Assemblée nationale, 41 étaient élus au scrutin majoritaire à un tour et 90 à la proportionnelle, avec un minimum requis de 5 % pour les partis et 7 % pour les alliances de partis, avec cependant un minimum de trois partis représentés au parlement, ce qui permet aux trois partis ou alliances arrivés en tête d'avoir des sièges même si l'un ou plusieurs d'entre eux n'atteignent pas les seuils électoraux.
En 2015 cependant, les Arméniens ont approuvé par référendum une réforme de leur système politique, dont entre autres une modification du système électoral. Le nombre de sièges à l'Assemblée nationale est réduit à un minimum de 101, tous élus à la proportionnelle, selon les mêmes seuils qu'auparavant. La moitié est attribuée selon les résultats des listes au niveau d'une unique circonscription nationale, tandis que la moitié restante est attribuée selon leurs résultats dans treize circonscriptions. Les électeurs votent sur un bulletin à double colonne, l'une nationale à liste fermée et l'autre pour les circonscriptions à liste ouverte avec possibilité d'effectuer un vote préférentiel pour l'un des candidats de la liste.
Jusqu'à quatre sièges réservés aux minorités (Yézidis, Russes, Assyriens, Kurdes) peuvent s'ajouter aux 101 sièges de base. Les listes nationales présentées par les partis comportent ainsi une section distincte pour chacune de ces minorités, comportant jusqu'à quatre candidats. Si la liste ayant obtenu le plus de voix ne comporte pas de candidats d'une minorité, le siège est attribué à la liste suivante en comportant un. Les listes présentées par les partis ne peuvent inclure plus de 70 % de l'un ou l'autre sexe, et doivent alterner au minimum tous les quatre noms le sexe des candidats.
Plusieurs éléments de la loi électorale visent à assurer à la fois une majorité gouvernementale stable et une représentation proportionnelle représentatives des différents courants politiques du pays. Ainsi, un parti ou une coalition ayant obtenu la majorité absolue des voix mais moins de 54 % des sièges se verra attribuer des sièges supplémentaires pour atteindre ce seuil. Inversement, si au cours du premier tour un parti ou une alliance remporte seul plus de deux tiers des suffrages, des sièges supplémentaires sont répartis aux autres partis de manière qu'au moins un tiers des sièges de l'assemblée soient acquis à d'autres partis que celui majoritaire.
La possibilité d'un second tour est prévue. Celui-ci n'a lieu que si aucun parti ne remporte une « majorité parlementaire stable » en atteignant un seuil de 54 % des sièges. Dans ce cas, si aucune coalition composée au maximum de deux partis ou alliances n'est formée de manière à atteindre ce seuil dans les six jours suivant l'élection, il est procédé dans un délai de 28 jours à un second tour entre les deux partis ou alliances arrivés en tête lors du premier tour. Des alliances sont permises avec les partis exclus du ballotage. Les 105 sièges auparavant répartis ne sont pas remis en cause, le parti arrivé en tête du second tour recevant des sièges supplémentaires de manière à atteindre le seuil de 54 % du total des sièges.
Le vote n'est pas obligatoire.

## Résultats
Quatre partis et coalitions franchissent les quorum nécessaires pour une représentation parlementaire, soit deux de moins qu’aux précédentes élections. Le Parti républicain obtient trois des quatre sièges réservés aux minorités, et Arménie prospère celui restant.
|                               |                                       |                                       |           |       |               |               |  |  |  |
| Parti ou coalition            | Parti ou coalition                    | Parti ou coalition                    | Voix      | %     | Sièges        | +/-           |  |  |  |
|                               | Parti républicain d'Arménie           | Parti républicain d'Arménie           | 771 247   | 49,17 | 58            | 11            |  |  |  |
|                               |                                       | Arménie prospère                      | 428 965   | 27,35 | 30            | 6             |  |  |  |
|                               | Parti de l'alliance                   | 1                                     | 428 965   | 27,35 | en stagnation |               |  |  |  |
|                               | Parti de la mission                   | 0                                     | 428 965   | 27,35 | Nv            |               |  |  |  |
| Total Alliance « Tsaroukian » | Total Alliance « Tsaroukian »         | 31                                    | 428 965   | 27,35 | 6             |               |  |  |  |
|                               |                                       | Contrat civil                         | 122 049   | 7,78  | 5             | Nv            |  |  |  |
|                               | Arménie lumineuse                     | 3                                     | 122 049   | 7,78  | 2             |               |  |  |  |
|                               | République                            | 1                                     | 122 049   | 7,78  | 1             |               |  |  |  |
| Total Alliance « La sortie »  | Total Alliance « La sortie »          | 9                                     | 122 049   | 7,78  | 8             |               |  |  |  |
|                               | Fédération révolutionnaire arménienne | Fédération révolutionnaire arménienne | 103 173   | 6,58  | 7             | 2             |  |  |  |
|                               | Renaissance arménienne                | Renaissance arménienne                | 58 277    | 3,72  | 0             | 6             |  |  |  |
|                               | Alliance « Ohanian-Raffi-Oskanian »   | Alliance « Ohanian-Raffi-Oskanian »   | 32 504    | 2,07  | 0             | 5             |  |  |  |
|                               | Alliance « CNA–PPA »                  | Alliance « CNA–PPA »                  | 25 975    | 1,66  | 0             | 7             |  |  |  |
|                               | Démocrates libres                     | Démocrates libres                     | 14 746    | 0,94  | 0             | Nv.           |  |  |  |
|                               | Parti communiste arménien             | Parti communiste arménien             | 11 745    | 0,75  | 0             | en stagnation |  |  |  |
|                               |                                       |                                       |           |       |               |               |  |  |  |
| Suffrages exprimés            | Suffrages exprimés                    | Suffrages exprimés                    | 1 568 681 | 99,57 |               |               |  |  |  |
| Votes blancs et nuls          | Votes blancs et nuls                  | Votes blancs et nuls                  | 6 701     | 0,43  |               |               |  |  |  |
| Total                         | Total                                 | Total                                 | 1 575 382 | 100   | 105           | 26            |  |  |  |
| Abstention                    | Abstention                            | Abstention                            | 1 013 208 | 39,14 |               |               |  |  |  |
| Inscrits / Participation      | Inscrits / Participation              | Inscrits / Participation              | 2 588 590 | 60,86 |               |               |  |  |  |

| 7   | 9    | 31 | 58  |
| FRA | Yelk | TD | HHK |

Le Parti républicain d'Arménie, au pouvoir au sein d'une coalition avec la Fédération révolutionnaire arménienne, obtient à lui seul plus de 54 % des sièges. Un second tour n'est ainsi pas nécessaire.
L'OSCE déplore un « processus miné par des informations crédibles et récurrentes concernant des achats de vote et des actes d'intimidation des électeurs ».